# ベルリン市街戦
ベルリン市街戦（ベルリンしがいせん、英: Battle in Berlin）は、ベルリンの戦いにおける一方面の戦いである。ベルリンの戦いは第二次世界大戦における終末期のナチス・ドイツと連合国との間における支配地をめぐる戦いで、本市街戦はその局地戦のひとつであった。ソ連赤軍3方面軍によるベルリン占領まで続いた。ドイツ軍にとっては戦いの初期段階ですでに絶望的な状況であったにもかかわらず、赤軍が市の中央部に進撃するためには通りごとに多大な犠牲を払わなければならなかった。ベルリン攻防戦（ベルリンこうぼうせん）とも呼ばれる。
1945年4月23日、赤軍は初めてベルリン市の郊外に進入、4月27日までに市は完全に包囲された。5月2日、ベルリン防衛軍司令官ヘルムート・ヴァイトリング砲兵大将は、赤軍第1白ロシア戦線（司令官ゲオルギー・ジューコフ）配下の第8親衛軍司令官ワシーリー・チュイコフ大将に降伏した。

## 前哨戦
オーデル・ナイセ線での戦いの主戦地はベルリン郊外東方面での最終防衛線、ゼーロウ高地で4月16日から19日までの4日間にわたって激戦が行われた。戦いの最終日の19日、第1白ロシア方面軍はゼーロウ高地のドイツ軍最終防衛線を突破、その結果、赤軍とベルリンの間には撃破され疲弊し切ったドイツ軍しか存在しなかった。その前日、フォルストを包囲していた第1ウクライナ方面軍（司令官イワン・コーネフ元帥）は、扇形に広がって進撃し、一部の部隊が、ベルリン西側のエルベ川に進出していたアメリカ軍と合流すべく南西へ向かい、主力部隊はベルリン包囲のために北東へ進出した。
19日の遅く、ゼーロウ高地南部、フロスト南部、フランクフルト・アン・デア・オーダー北部のドイツ軍東部戦線は消失し、これを突破した2個赤軍方面軍がフランクフルト・アン・デア・オーダー東部でドイツ第9軍を包囲した。包囲網を西へ突破しようとする第9軍の戦いは後にハルベの戦いと呼ばれる。赤軍の損害は4月1日 - 19日の間が激しく、ゼーロウ高地で破壊された727両を含めて、総勢2,807両以上の戦車が破壊された。

## ベルリン包囲
ドイツ総統アドルフ・ヒトラーの誕生日である4月20日、第1白ロシア方面軍の砲兵部隊はベルリン市中央部に砲撃を開始したが、これはベルリン市が降伏するまで続いた（戦後、ソ連はその砲撃は西側連合国軍による空襲よりも量が多く、効果が高かったとしている）。その砲撃の最中、第1白ロシア方面軍は、ベルリン市の東方面から北東部を包囲し始めた。
一方、第1ウクライナ方面軍はドイツ中央軍集団（司令官フェルディナント・シェルナー元帥）の北側防衛線を突破、ユーターボーク北方へ進撃、その途中、エルベ川沿いのマクデブルクへ進撃していたアメリカ軍と邂逅した。
また、第2白ロシア方面軍（司令官コンスタンチン・ロコソフスキー元帥）は、シュテッティン- シュヴェート間北方で、ヴァイクセル軍集団（司令官ゴットハルト・ハインリツィ上級大将）配下の第3装甲軍（司令官ハッソ・フォン・マントイフェル大将）の防衛線の北側中央部を攻撃した。その結果、4月24日までには、第1白ロシア方面軍と第1ウクライナ方面軍の主力は、ベルリン市の包囲を完了、その翌日の25日、第2白ロシア方面軍がシュテッティンに築いた橋頭堡を足がかりに第3装甲軍の防衛線を南へ突破、ランドウ湿地を横断したが、それはバルト海に面したシュトラールズントの港へ進出していたイギリス軍第21軍集団のところまで障害無しに北進することが可能になったことを意味した。
第5親衛軍配下のソビエト第58親衛師団は、エルベ川沿いのトルガウ近くで、アメリカ第1軍配下の第69歩兵師団と邂逅した。ベルリンを包囲した赤軍はSバーンを環状に形成したドイツ軍防衛線へ徹底的に浸透し、しらみつぶしに撃破していた。4月25日遅く、戦いの最終局面は、すでにベルリン市内に移り、ベルリン市におけるドイツ防衛部隊の戦いが赤軍による占領を遅らせるとは思われなかった。

## 決戦前夜
ベルリン防衛軍司令官ヘルムート・ヴァイトリング大将が使用できる戦力は損耗し切った国防軍、武装SSの数個師団で合わせて45,000人ほどであり、さらに警察官、ヒトラー・ユーゲント、国民突撃隊が加わった。国民突撃隊は40,000人ほどいたが、その中には若いころに従軍経験のある者が多く、第一次世界大戦の従軍者までいた。ヒトラーによりベルリン中心部防衛にはヴィルヘルム・モーンケSS少将が任命され、総統護衛大隊などを中心とする兵士2,000人がその指揮下に配属された。ヴァイトリングは市内を「A」 - 「H」の8区画に分けて、それぞれ防衛部隊を配置したが、部隊のほとんどは戦闘経験がなかった。ベルリン西方を第20装甲擲弾兵師団、北方に第9降下猟兵師団、北東にミュンヘベルク装甲師団、南東方向とテンペルホーフ飛行場に第11SS義勇装甲擲弾兵師団「ノルトラント」、予備として第18装甲擲弾兵師団が中央部とそれぞれ配置された。

## 作戦
赤軍は砲兵による濃厚な支援射撃の元、6 - 8人の兵で小規模な戦闘グループを作り、それをさらに80人ほどにまとめ、武器を混成させた部隊を構成させた。これらは赤軍が独ソ戦で攻勢に転じてから、各々のFestungsstadt（要塞都市）を巡る戦いで家ひとつひとつを奪い合う激戦に有効な戦術として発案されたものだった。

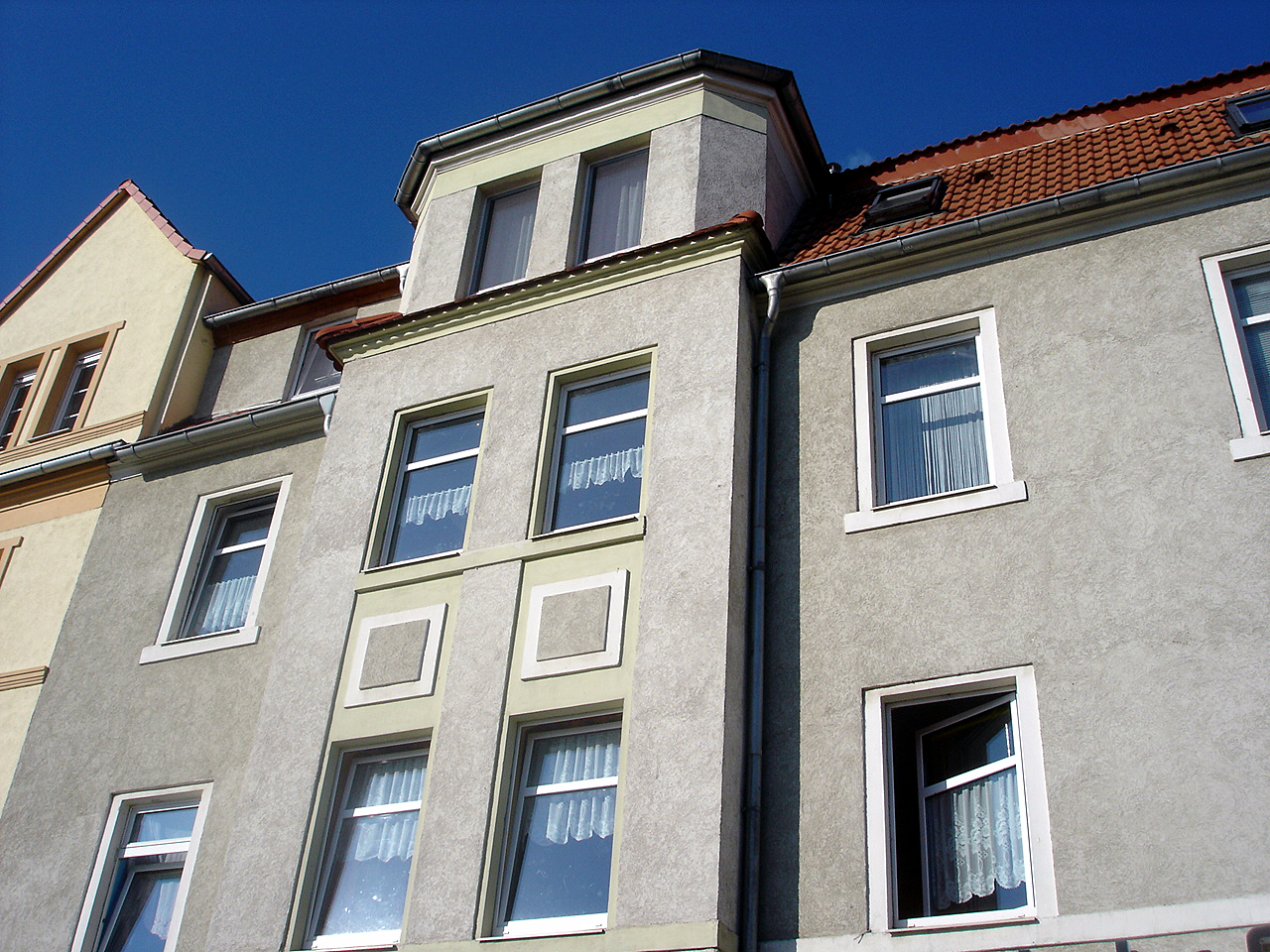
ドイツの標準的建築物

ベルリン市内を防衛するドイツ軍には3つの問題が生じていた。第1にドイツ軍がこの5年間に負った損害、第2にベルリン市の地形的特徴、第3に赤軍の戦術であった。特にベルリン市中央部の大部分はいくつかの水路、公園、及び広大な鉄道関連施設や広く直線でできた道路から形成されており、なおかつ、一部にクロイツベルク山（海抜66メートル）が存在する程度の平地であり、侵攻を妨げる要害が存在しなかった。また、標準的な住宅のほとんどは煉瓦で造られた19世紀に建設されたもので、通りから石炭を運ぶ馬車やトラックが中庭に入れるように通路がついていた。さらにはその中庭を中心に建物が並んでおり、どこからでも進入できる作りになっていた。武装SSは戦いの間、通りに面した建物を遠距離砲撃で崩して陣地を形成したので街角の急造バリケードを使わなかった。そして、赤軍戦車の機銃が高い位置の目標を撃つことができなかったので、建物ごとに狙撃兵や機関銃を配置し、さらには窓のある地下室や通りに空いた穴にパンツァーファウストを配置した。これらの戦術はヒトラー・ユーゲントや国民突撃隊も行った。

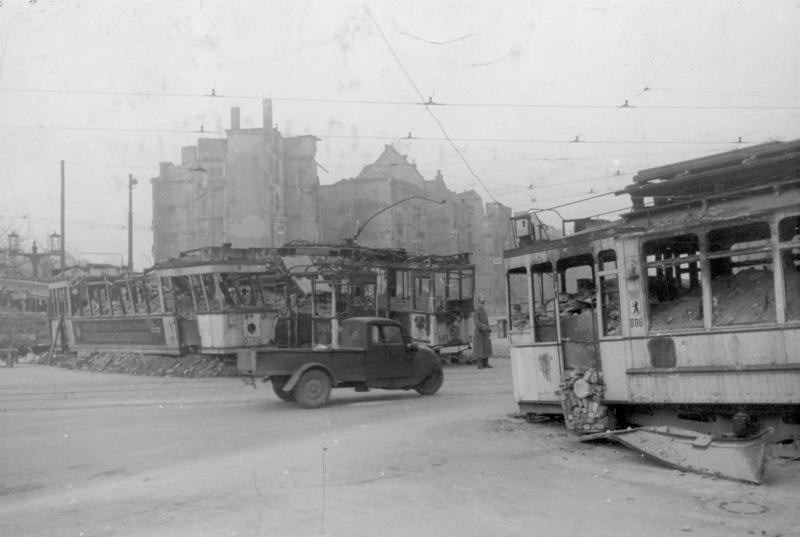
戦後の急造バリケード

赤軍はそれに対抗するためにタンクデサントを配置、軽機関銃などを装備させたが、これは戦車の射撃範囲を狭めることとなった。そのため、もうひとつの解決策として実行したのは、ドイツ軍狙撃手に対して対空砲を使い、建物には重砲撃（主に152mmと203mm）を浴びせ、通りに面した建物をひとつひとつ掃討していくことだった。戦闘は屋根伝いや屋根裏で行われたり、隣接した建物の穴を抜け、時折壁をぶち抜き（これにはドイツ軍が遺棄したパンツァーファウストが非常に有効であった）、地下室や部屋伝いに行われ、この浸透戦術は戦車を待ち伏せしていたドイツ兵を狩り出した。手榴弾と火炎放射器はこの戦いで非常に効果があったが、ベルリン市民が避難していなかったため、多くの犠牲者を出すこととなった。

## ベルリン市街戦

### 郊外
郊外での戦闘が絶望的になったことでベルリン市の運命は事実上決していたが、ベルリン市内での戦闘は継続していた。4月23日までには、第1親衛戦車軍（司令官ミハイル・カトゥコフ）とその他の部隊がケーペニックの南でシュプレー川、ダーメ川に至り、4月24日までにブリッツ、ノイケルンへ進撃した。また、早朝には第5打撃軍（司令官ニコライ・ベルザーリン）がシュプレー川を横断、トレプトウ公園にいたった。24日未明に第56装甲軍団の反撃を受けたが、これを撃退、さらに進撃したため、赤軍の大きな楔が打ち込まれ、第1親衛戦車軍はテルトウ運河越しに攻撃を行った。6時20分、約3,000門の砲による砲撃と重爆撃機による爆撃を開始、架橋が終了した直後の7時に最初の部隊が運河を渡り、12時には戦車が支援に加わった。夜にはトレプトウ公園を占領、ソビエト赤軍はSバーンに達した。
戦闘はベルリン市の南東で激化し、第33SS武装擲弾兵師団「シャルルマーニュ」（フランス第1）（司令官グスタフ・クルッケンベルク）のフランスSS突撃大隊に所属する約300名のフランス人義勇兵が第11SS義勇装甲擲弾兵師団「ノルトラント」と合流した。その日、ベルリン市に到着した増援はこのフランス人突撃大隊だけだった。彼らは、ハーフェル川とシュプレー川の向かい側の無人のバリケード以外の防御が手薄な西郊外を通り、ノイシュトレーリッツの近くの親衛隊施設からベルリン市の中央部へ移動した。
4月25日、第11SS装甲擲弾兵師団「ノルトラント」司令官ヨアヒム・ツィーグラーが解任され、後任司令官となったクルッケンベルクが「C」区画の防衛を任されることになり、フランス人義勇兵たちは「ノルゲ」連隊および「ダンマルク」連隊が壊滅した「ノルトラント」師団と共に防衛線を補強することになった。正午、彼は「C」区画に到着したが、テルトウ運河南方のドイツ軍橋頭堡はすでに放棄されており、夜には「C」区画を放棄して市中央部「Z」区画（ミッテ地区）へ退却しなければならないと陸軍総司令部（OKH）ハンス・クレープス大将へ連絡した。

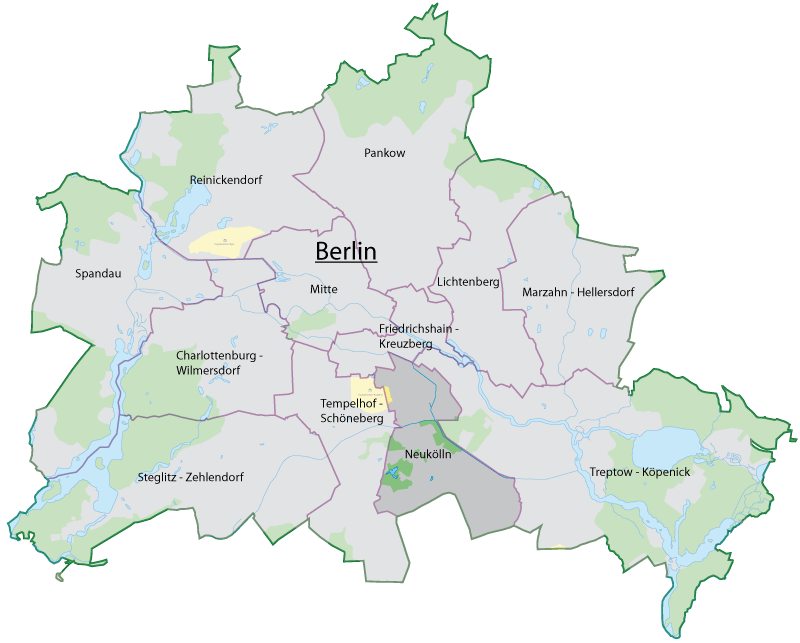
ノイケルンの場所

第8親衛軍と第1親衛戦車軍の部隊はノイケルンの南方を通ってSバーン防衛線に存在したテンペルホーフ飛行場方面へ進撃した。「D」区画の防衛はミュンヘベルク装甲師団が担当しており、12両の戦車と30台の装甲兵員輸送車が補充される約束であったが、実際には敗残兵と国民突撃隊が補充されるにとどまった。赤軍はドイツ軍を撃破するのに火炎放射器を使用し、用心深く進撃した。夕暮れまでには、何台かのT-34が飛行場（総統地下壕南方6キロ地点）に至ったが、そこでドイツ軍の激しい抵抗に出くわした。ミュンヘベルク装甲師団は翌日までなんとか戦線を維持していたが、これが赤軍を大規模に足止めした最後の抵抗であった。26日、赤軍はノイケルンへ進撃、クルッケンベルクは「C」区画防衛のためにUバーンのヘルマン広場駅周辺に防衛線を築き、司令部をオペラハウスに置いた。その時、兵力を減じたドイツ軍の2個師団が赤軍5個軍と戦っており、戦況は絶望的だった。第5突撃軍は東方から西方へ向かいトレプトウ公園方面へ進撃しており、ノイケルン北方から第8親衛軍、第1親衛戦車軍が進んだが、テンペルホーフ飛行場で足止めされた。一方、第1ウクライナ方面軍配下の第3親衛戦車軍はマリーエンドルフから進撃していた。「ノルトラント」がヘルマン広場へ後退したため、フランス人義勇兵と100人ほどのヒトラー・ユーゲントがパンツァーファウストで赤軍戦車14両を破壊し、ハーレンゼー橋付近の機関銃陣地で48時間に渡ってソビエト赤軍を足止めした。一方、ティーアガルテンで第56装甲軍団の2個師団がソビエト赤軍の攻勢を失速させることはできたが、止めることはできなかったため、「ノルトラント」が（当時ティーガー戦車8両と突撃砲数両を保有）ティーアガルテンを保持するよう命令された。
ヒトラーは、ヘルマン・ゲーリング国家元帥からドイツ空軍司令官を引き継がせるためにミュンヘンにいたローベルト・フォン・グライムを呼び寄せた。グライムはハンナ・ライチュ（空軍テストパイロット、グライムの愛人）にFi 156シュトルヒを操縦させてベルリンへ向かう途中、赤軍の対空砲火を受けて負傷したが、ブランデンブルク門の近くのティーアガルテンへの着陸に成功した。4月26日、ライチュとグライムがベルリンに到着した同日、第56装甲軍団司令官ヘルムート・ヴァイトリング砲兵大将がベルリン防衛軍の司令官に任命された。ヴァイトリングは20日に第56装甲軍団司令官に任命されたが、その2日後にはヒトラーから銃殺命令が出された。これはヴァイトリングがヒトラーの死守命令に背いて司令部を後退したと誤解されたためであった。ヴァイトリングはエルンスト・ケーターの後任のベルリン防衛軍司令官に任命されたが、ケーターは前日にヘルムート・ライマン中将（3月に着任）と交代したばかりであった。
ジューコフは、ソビエト赤軍が制圧した地域でドイツ軍政を組織化するための職務にベルザーリンを任命した。ベルリン市長や市職員はベルザーリンの元へ向かうよう要求された。その翌日（27日）、ソビエト空軍が使用できるようにするため2,000人のドイツ人女性がテンペルホーフ空港の障害物除去を命令された。
第1白ロシア方面軍と第1ウクライナ方面軍がベルリンの中心部に集中して進撃したが、このことが弾着観測機や他の方面軍に正確に伝わらず、しばしば友軍の支援砲火を浴びることになった。しかし、これは各ソビエト赤軍部隊のドイツ総統官邸を巡る競争がもたらしたものだった。このことを第1ウクライナ方面軍のある軍団長は「俺たちはドイツ軍は怖くないが、お隣さんが怖いのさ…ベルリンまで来てお隣さんの手柄を聞かされるんじゃ、たまらねえからな」と軽口でジョークにしていた。
歴史家アントニー・ビーヴァーによれば、実際に起きた事実はこの冗談を上回っており、チュイコフは隷下の第8親衛軍に帝国議会議事堂（ライヒスターク）への直通路を塞いでいる第3親衛戦車軍の前を横切らせ、左側面から進撃するように故意に命じたと指摘している。チュイコフはこの行動を第3親衛戦車軍に伝えなかったため、誤射で多くの兵士が犠牲となった。
南西方面では、第3親衛戦車軍が第28軍の支援の元、グルーネヴァルト郊外の森林公園で第18装甲擲弾兵師団の残存兵力を東方向から撃破、シャルロッテンブルクへ突入した。南方では、第8親衛軍と第1親衛戦車軍が、4月27日に運河のドイツ軍陣地を撃破、総統官邸とそれに隣接する総統地下壕まで2キロ以内に迫った。南東方面では第5突撃軍がフリードリヒスハインの高射砲塔を迂回、フランクフルター・アレーとシュプレー川の堤防の間で第9軍団と交戦していた。4月27日までにソビエト赤軍は、全方位からSバーンの防御線を突破し、ドイツ軍はティーアガルテン地区を中心とした旧市街地に東西に25キロ、南北に3キロほどの場所に閉じ込められた。
北西方面では第47軍がシュパンダウに到達しようとしていたが、それは国民突撃隊と空軍士官候補生からなる部隊（88ミリ対空砲装備）とのガートウ飛行場をめぐる戦闘に影響した。北方では第2戦車軍がジーメンスシュタットで足止めされていた。一方、第3突撃軍はドイツ残存部隊を追撃してフンボルトハインの高射砲塔を迂回、ティーアガルテンとプレンツラウアー・ベルクの北側に進撃した。

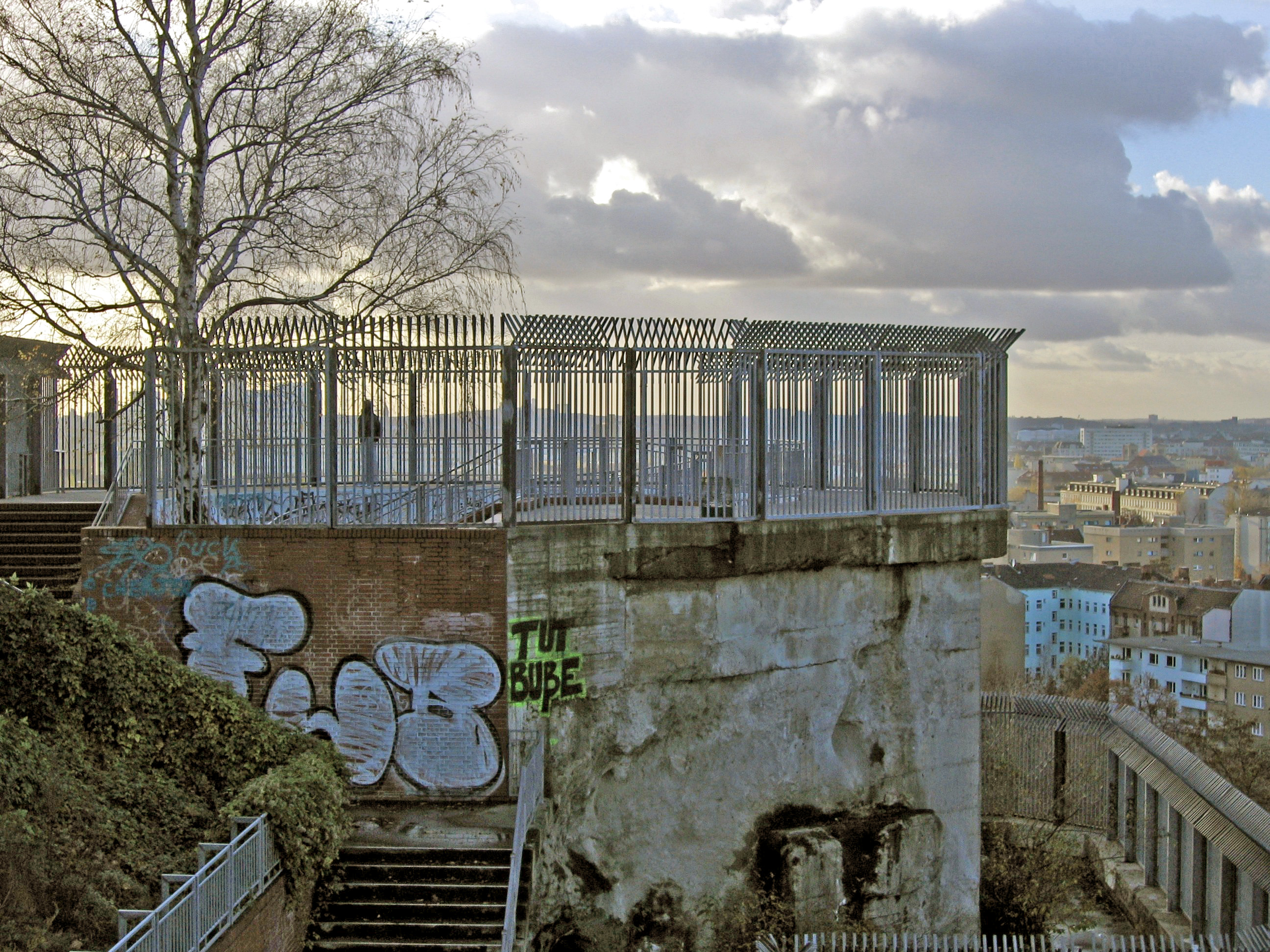
2004年、フンボルトハインの高射砲塔

4月27日、ソビエト空軍は重爆撃機でベルリンを爆撃した。第8親衛軍と第1親衛戦車軍は、ワーテルローの戦い（の別名）にちなんで名付けられたベル・アリアンス広場を皮肉にも防衛している「ノルトラント」師団のフランス人義勇兵を攻撃するよう命令された。その夜、ヴァイトリングは戦況をヒトラーに報告し、可動できる戦車40両を使用した綿密な脱出計画を提案した。しかし、ヒトラーは総統地下壕にとどまると宣言、ヴァイトリングの計画を拒否した。その頃、中央部を防御する「Z」区画防衛司令部はUバーン、シュタットミッテ駅の車両の中だった。「ノルトラント」の装甲車両は捕獲した4台のソビエト赤軍装甲兵員輸送車、2台の半装軌車のみで、なおかつ武器はパンツァーファウストが主力となっていたが、それだけでソビエト赤軍装甲車両やひとつひとつの建物を巡るほど熾烈な白兵戦を繰り広げることとなった。
4月28日夜明けに、第20軍団所属のクラウゼヴィッツ装甲師団、シャルンホスト装甲師団と国家労働奉仕団テオドール・ケルナー師団がベルリンの南西方面からベルリンに向けて攻撃を開始した。それらは第12軍（司令官ヴァルター・ヴェンク）の所属部隊で、士官学校生などで構成されており、当時ドイツ軍の中でも比較的戦力を保持している部隊であった。その攻勢はベルリンへ向けて24キロにわたったが、ポツダム近郊のシュヴィーロウ湖（ベルリン南方32キロ地点）で力尽きて進撃が停止した。
4月28日遅く、ヒトラーは親衛隊全国指導者ハインリヒ・ヒムラーがスウェーデン赤十字社副総裁フォルケ・ベルナドッテ伯に和平交渉のためにリューベックで接触したことを知った。ヒムラーはベルナドッテ伯に西側連合軍最高司令官ドワイト・D・アイゼンハワーと和平交渉をしたいので間を取り持つよう要請していた。ヒトラーはヒムラーの背信行為に激怒し、グライムとライチェにカール・デーニッツの元へ向かうよう命令し、さらにグライムへ「裏切り者」ヒムラーを逮捕するよう厳命した。その日、ミュンヘベルク装甲師団は撃破され、総統地下壕の南、約1キロにあるアンハルト駅へ退却した。
伝えられている話では、進撃するソビエト赤軍を足止めするためにヒトラーはラントヴェーア運河を破壊、そのため、市民が避難していたSバーンのアンハルト駅地下のトンネルでパニックを引き起こし、何千人かが溺死したとされている。しかし、その水位は1mほどゆっくり上昇したにすぎず、1945年10月にトンネルから排水されると死者のほとんどは溺死ではなく戦闘による負傷で死亡したことが判明している。

### ベルリン市中央地区
4月27日 - 28日、第1ウクライナ方面軍の大部分がベルリンからプラハへ転進するよう命令された。これは第1白ロシア方面軍のジューコフ元帥にベルリン占領の栄光を与えるためであり、第1ウクライナ方面軍の諸員は憤った。

1945年、帝国議会議事堂

4月28日、ドイツ軍は東のアレクサンダー広場からシャルロッテンブルク、西はオリンピック・スタジアムまでの幅5キロ、長さ15キロ未満の地域を保持しているにすぎなかった。通常、ソビエト赤軍はトンネルや退避壕（ベルリン地区に約1,000ほど存在した）での戦いを避け、彼らを閉じ込める作戦を取った。ただ、帝国議会議事堂北方1kmにあったモアビート刑務所では第3突撃軍が進撃のために重砲で穴を開けたため、混乱が生じた。そのため、部隊が駐屯した。その後、第3突撃軍は、ティーアガルテンの戦勝記念塔を視野に捕らえ、正午の間にはシュプレー川のモルトケ橋に進撃した。ドイツ軍はモルトケ橋を爆破したが、歩兵ならば渡れる状況であったため、夕方にソビエト赤軍が重砲兵の支援のもと、モルトケ橋を渡った。真夜中までにはソビエト赤軍は第150、第171狙撃師団を増援、ドイツ軍の反撃を食い止め、橋頭堡を確保した。
同日、ハンス・クレープス参謀長は、総統地下壕からフュルステンベルクに滞在しているヴィルヘルム・カイテル国防軍最高司令部 (OKW) 総長へ最後の電話をした。クレープスは、救援が48時間以内に到着しないならば、すべてが灰塵に化すだろうとカイテルに話した。カイテルは、第12軍司令官ヴァルター・ヴェンクと第9軍司令官テオドール・ブッセへ強く働きかけると約束した。一方、ナチ党官房長マルティン・ボルマンはデーニッツに「総統官邸は瓦礫の山となった。」と打電した。さらにボルマンは諸外国の報道機関がヒムラーの背信を報道しており、「総統はシェルナー、ヴェンク、他の忠誠を期待し、彼らがベルリンを救うことを期待している。」と言った。
夕方、グライムとライチュは、アラドAr 96高等練習機でベルリンから飛び立つこととなった。グライムはドイツ空軍に命令して、ポツダム広場に進撃したソビエト赤軍を攻撃することと、ヒムラーが逮捕されたか確認することを命令されていた。ソビエト赤軍はヒトラーが空路、逃走することを恐れていたため、北方からティーアガルテンを通過して進撃していた赤軍第3突撃軍がグライムの乗った飛行機を攻撃したが失敗し、グライムは飛び立った。
28日夜、ヴェンクは、カイテルに、第12軍が全ての箇所でソビエト赤軍に押し戻されたと報告した。第12軍配下の第20軍団に精一杯できることは、ポツダム守備隊と一時的な接触を確立することであり、第9軍の支援が期待できない以上、ベルリン救援は事実上不可能であった。そして、カイテルはヴェンクにベルリン救援を行わなくても良いと許可した。
4月29日午前4時、総統地下壕においてヒトラーはエヴァ・ブラウンと結婚、その直後、秘書トラウデル・ユンゲに遺書を口述筆記させ、ブルクドルフ、ゲッベルス、クレープス、ボルマンらが遺書に署名した 。
第2白ロシア方面軍がヴァイクセル軍集団を撃破、ヴァイクセル軍集団司令官ゴットハルト・ハインリツィはヒトラーの死守命令に従わず、第3装甲軍司令官ハッソ・フォン・マントイフェルに撤退するよう命じた。4月29日、ヴァイクセル軍集団司令部は第9軍と連絡を取れなくなっており、軍集団司令部はもはやなにもできない状況であった。ハインリツィはヒトラーの死守命令に背いたため、軍集団司令官を解任された。しかし、後任を引き継ぐようにとカイテルに命令されたマントイフェルは着任を拒否した。そしてハインリツィはOKW本部に呼び出されたが、ぐずぐずして引き伸ばし、結局向かうことはなかった。後にカイテルは第21軍司令官クルト・フォン・ティッペルスキルヒが後を継いだと回顧している。他の情報ではティッペルスキルヒがクルト・シュトゥデントが着任するまでの一時的な着任であったとされているが、シュトゥデントはイギリス軍の捕虜になったため、着任していない。しかし、ティッペルスキルヒやクルト・シュトゥデントのどちらが司令官であったかはこの際、問題ではなく、この数日間で急速に悪化している状況の方がもっと深刻な問題であった。

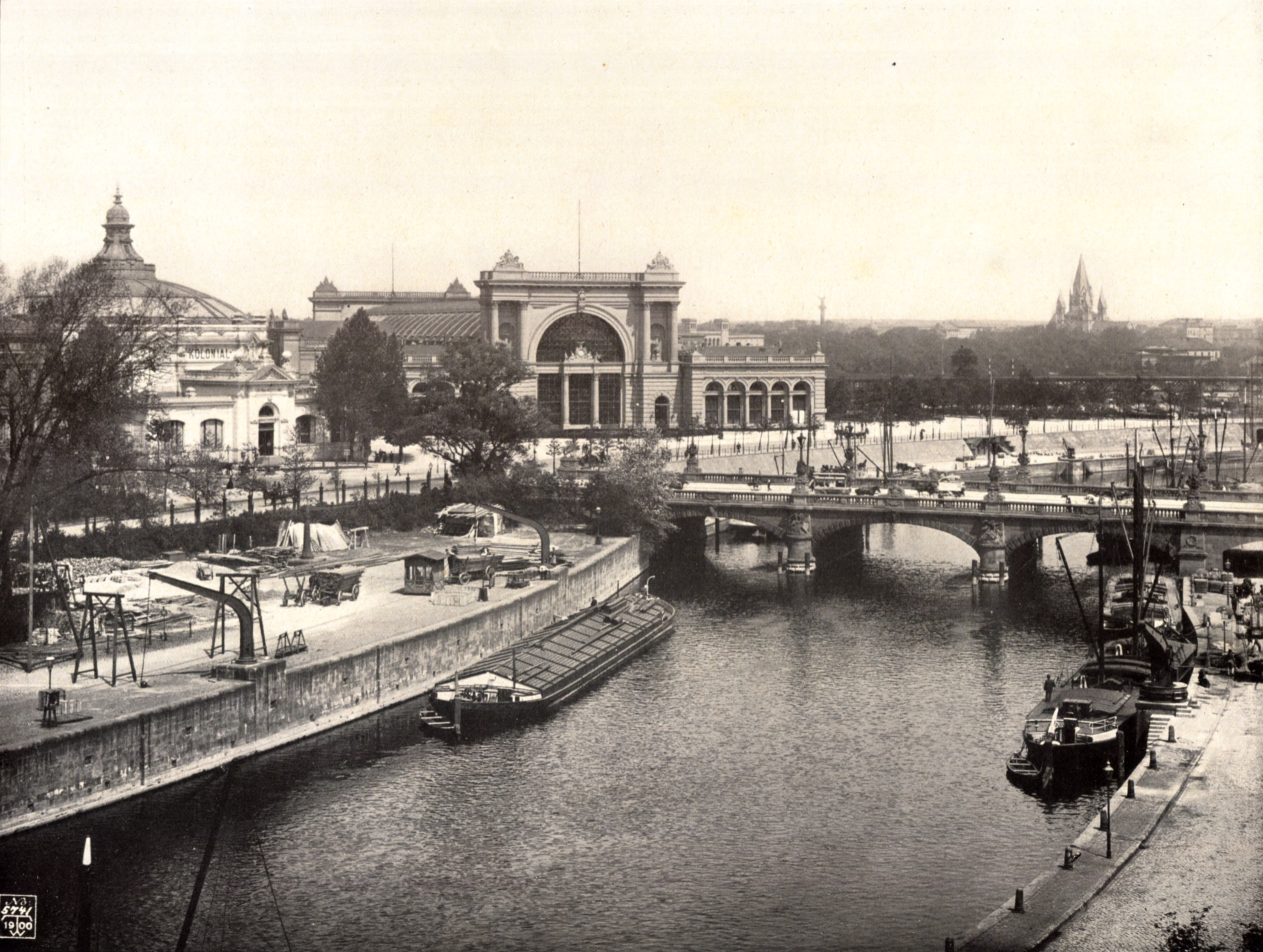
1900年ごろのモルトケ橋

4月29日早朝、第150及び第171狙撃兵師団は、モルトケ橋を渡り、周辺の通りと建物に扇状に進撃を始めたが、架橋作業などを行う時間がなかったため、重装備を運ぶことはできなかった。そのため、攻撃部隊が使用できた重装備は鉄道線路に布陣したカチューシャのみであった。第150狙撃兵師団はゲシュタポの強化された陣地に出くわし、困難な闘いを強いられ、手榴弾と軽機関銃で戦わざるを得なかった。同時刻、南東方向から第301狙撃兵師団が攻撃を開始、プリンツ・アルブレヒト街のゲシュタポ本部は激しい戦闘の上、一旦は占領されたが、武装SSの激しい反撃のため、放棄せざるを得なかった。ゲシュタポ内には4月23日に殺害されずに済んだ7人の逮捕者がいた。
南西方面では第8親衛軍がティーアガルテン付近で運河を渡り、北へ進撃を開始した。「ノルトラント」はその時、モーンケ指揮下にあった。全兵士が休みのない戦闘で疲弊し切っていたが、「ノルトラント」のフランス人義勇兵は戦車撃破を得意にしており、中央地区で撃破されたソビエト赤軍戦車108両の内、半分が彼らの手によるものであると言われている。
その日の午後、ベルリン市街戦で合計8両の戦車を単独で撃破したフランスSS突撃大隊のフランス人義勇兵ウジェーヌ・ヴァンロー武装伍長と、第503SS重装甲大隊長フリードリヒ・ヘルツィヒSS少佐の二人が第三帝国最後の騎士鉄十字章を与えられ、他にも5台の戦車を撃破して勲章を与えられた者がいた。
4月29日の夕方、最前線までほんの数mとなったベンドラーブロックのベルリン防衛軍司令部で、ヴァイトリングは配下の部隊長と会議を行い、ポツダム近郊のシュヴィーロウ湖そばにあるフェルヒ村まで進出していた第12軍と接触が可能か議論し、脱出はその日の22時に開始とした。その頃、クレープスはヨードルに「即座に報告せよ。第一に、第12軍の所在位置。第二に攻撃開始時間。第三に第9軍の所在位置。第四に、第9軍が突破する正確な場所。第五にルードルフ・ホルステ軍の所在位置。」と無線連絡を入れた。30日、ヨードルは答えた、「第一に、ヴェンク軍はシュヴィーロウ湖の南で進撃停止。第二に、ベルリンへの進撃を続行できない。第三に、第9軍はほとんどが包囲されている。第四に、ホルステ軍は守備で手一杯である。よって、当方からのベルリン救援はあらゆる場所において不可能である。」と。

### 帝国議会議事堂での戦い

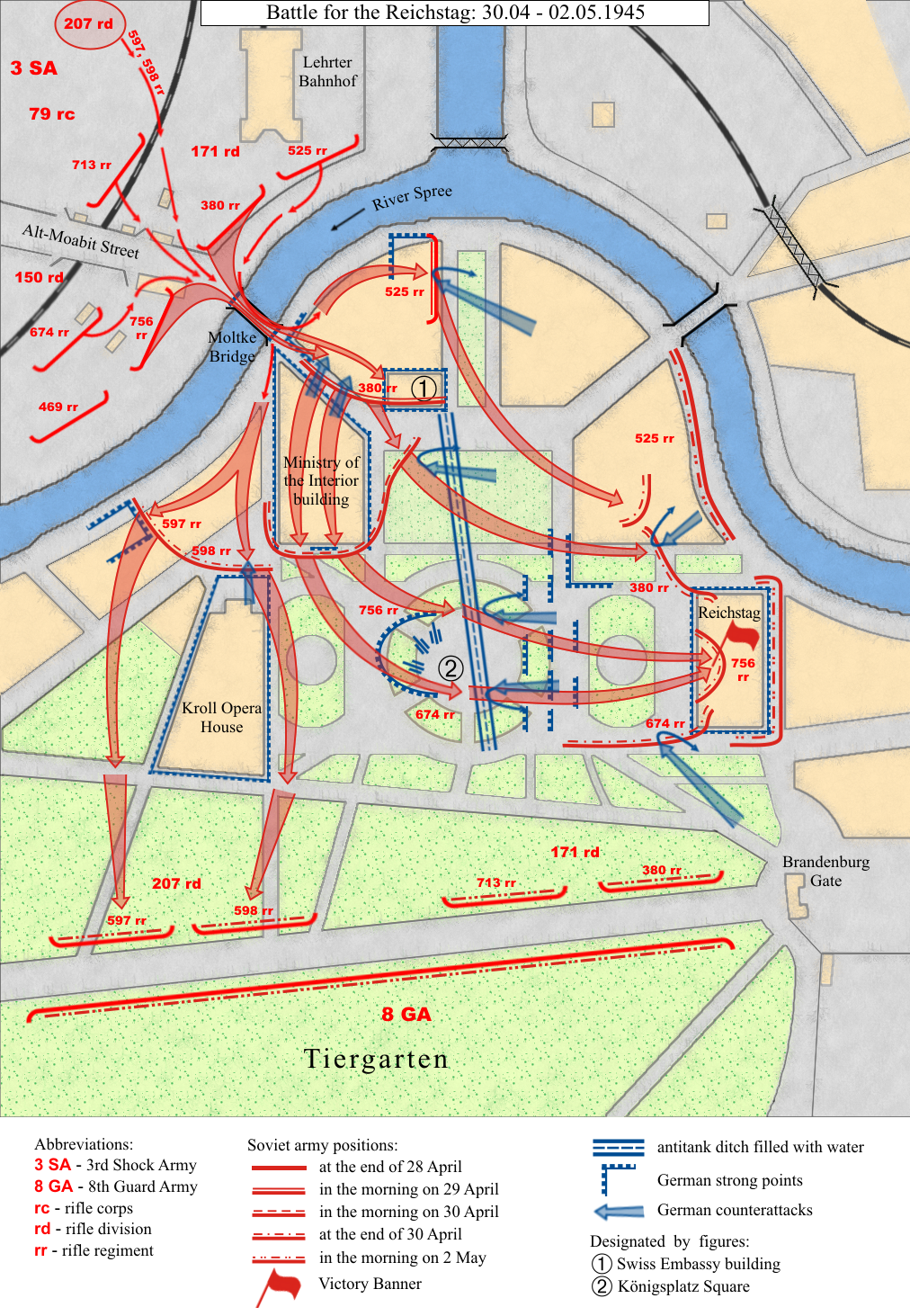
帝国議会議事堂での戦い

4月30日、ソビエト赤軍攻撃部隊にポーランド軍（主にポーランド第1タデウシュ・コシチュシュコ歩兵師団など）が加わった。午前6時、第150狙撃兵師団はゲシュタポ本部のあったビルの上階をまだ占領していなかったが、そこでの戦闘を継続しつつ、ケーニヒ広場を400mほど横切って帝国議会議事堂への攻撃を開始した。ソビエト赤軍が早急に攻撃を開始したのは、帝国議会議事堂（皮肉なことに帝国議会議事堂放火事件より後、ナチス体制では議会は有名無実となり議事堂も復旧されていなかったが）が第三帝国の象徴であり、ソビエト赤軍はそれを誇るためにモスクワでのメーデーパレード前に占領したかったのである。ドイツ軍はケーニヒ広場に塹壕やトンネルを掘り、さらに崩れたトンネルにシュプレー川の水が入り込んでいたため、前進は容易ではなかった。最初の歩兵による攻撃は、ケーニヒ広場西のクロル歌劇場と帝国議会議事堂から行われる十字砲火を受け、多くが死傷した。
その頃、シュプレー川に仮設橋が架橋され、戦車や重砲が川を渡り始め、それらはクロル歌劇場の北西から帝国議会議事堂攻撃の支援射撃を行った。10時までに、第150狙撃兵師団は塹壕を占拠したが、そこから2kmほど離れた場所にあるティーアガルテン（ベルリン動物園）の高射砲塔からの88ミリ砲による正確な射撃が昼の間、ソビエト赤軍の進撃を妨げた。占領までの数日間、203ミリ榴弾砲やカチューシャなど90門の砲列が塹壕や帝国議会議事堂を砲撃し、第171狙撃兵師団が正面、その左側面を第150狙撃兵師団と布陣し、ケーニヒ広場の北方の建物を占領するための攻撃を続けた。そのため、周囲の建物から退去したドイツ兵らは帝国議会議事堂へと後退した。その頃、ベルリン中央部には約10,000人のドイツ兵がおり、各所で攻撃を受けていた。
ソビエト赤軍砲撃の集中箇所のひとつはヴィルヘルム街の航空省ビル（鉄筋コンクリートでできていた）であった。ヘルマン・フォン・ザルツァ重戦車大隊の残存ティーガーはティーアガルテンを南へ抜けて中央部へ進撃していたソビエト赤軍第3突撃軍と第8突撃軍へティーアガルテン東側から攻撃を開始したが、これらのソビエト赤軍の行動はドイツ軍の西方への脱出を困難にしていた。

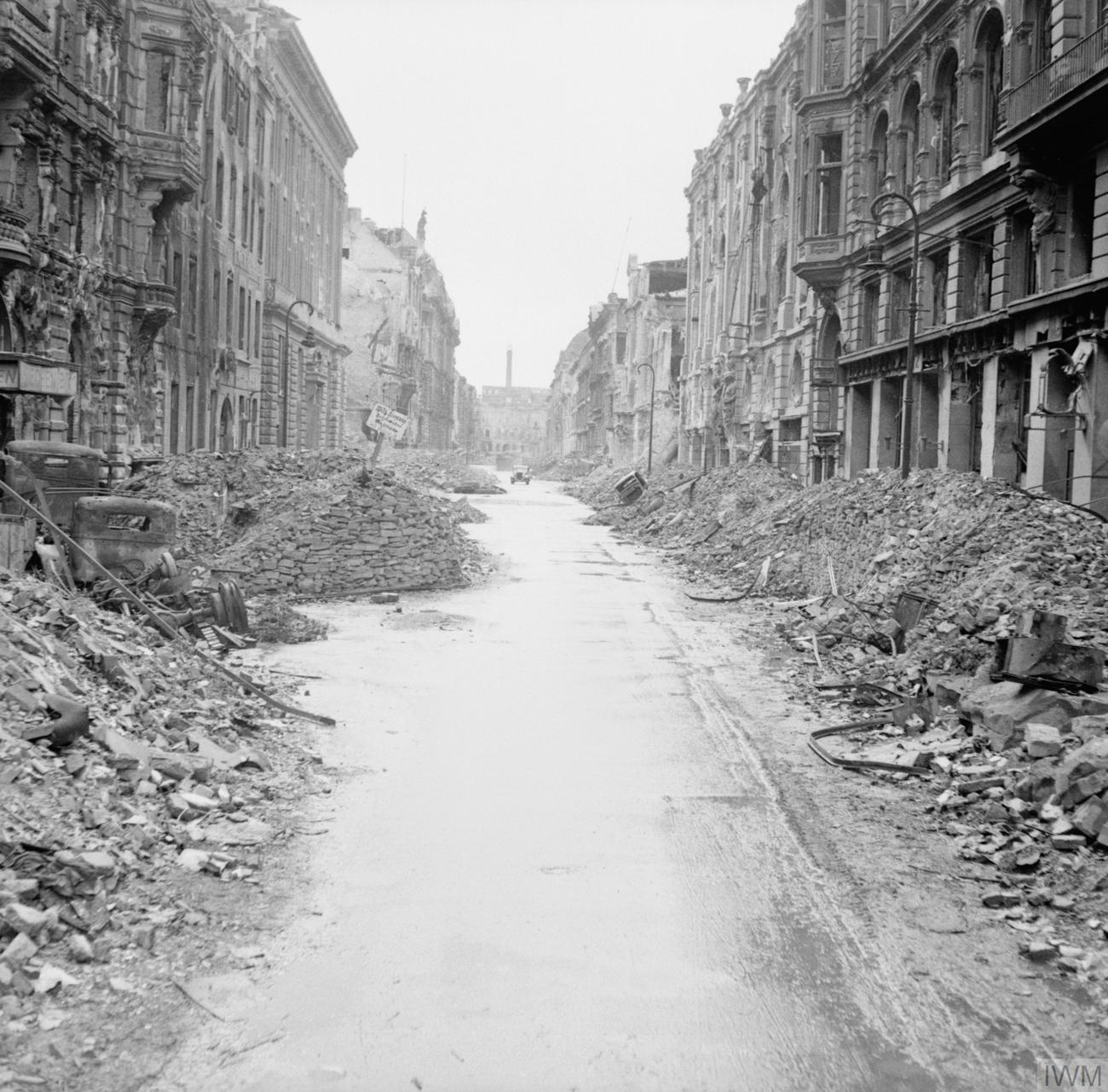
1945年6月3日,荒廃したベルリン

翌日の早朝、モーンケはヒトラーにベルリン中央部はあと2日しか持たないと伝えた。また、ヴァイトリングはその日の内には弾薬を使い果たすことになるとヒトラーに伝え、再度、ベルリン脱出の許可を要請した。13時、ヴァイトリングはヒトラーより脱出の許可を与えられた。その後、ヒトラーとエヴァは自殺、その遺体は焼却された。ヒトラーの遺書により、ヨーゼフ・ゲッベルス（国民啓蒙・宣伝大臣）が次期ドイツ首相になった。15時15分、ゲッベルスとボルマンは、デーニッツにアドルフ・ヒトラーの死と次期大統領になるよう指名された旨を無線連絡した。

ベルリン市は戦闘による煙のため夕暮れが早まったかのように見えた。18時、ヴァイトリングがベンドラーブロックでベルリン脱出計画を練っている間、ソビエト赤軍第150狙撃兵師団は重砲の集中砲火の元、3個連隊で帝国議会議事堂への攻撃を開始した。全ての窓が煉瓦で塞がれていたが、なんとか正面ホールへの突入に成功した。内部にいたドイツ軍は約1,000人ほどで－水兵やヒトラー・ユーゲント、武装SSなどが混成していた。－上の階から攻撃を行い、まるで中世の戦いのような戦闘が続いた。ソビエト赤軍は多大な犠牲を払ってメインホールを占拠したが、上の階を占領するには、さらに苦労を重ねることになった。火災と砲撃によって帝国議会議事堂内はガレキの迷路と化しており、さらには部屋をひとつひとつを攻略していかなければならず、時折、すさまじい抵抗に出くわした。メーデーの日に近づいた日、ソビエト赤軍は戦闘を継続しつつも帝国議会議事堂の屋根に至った。

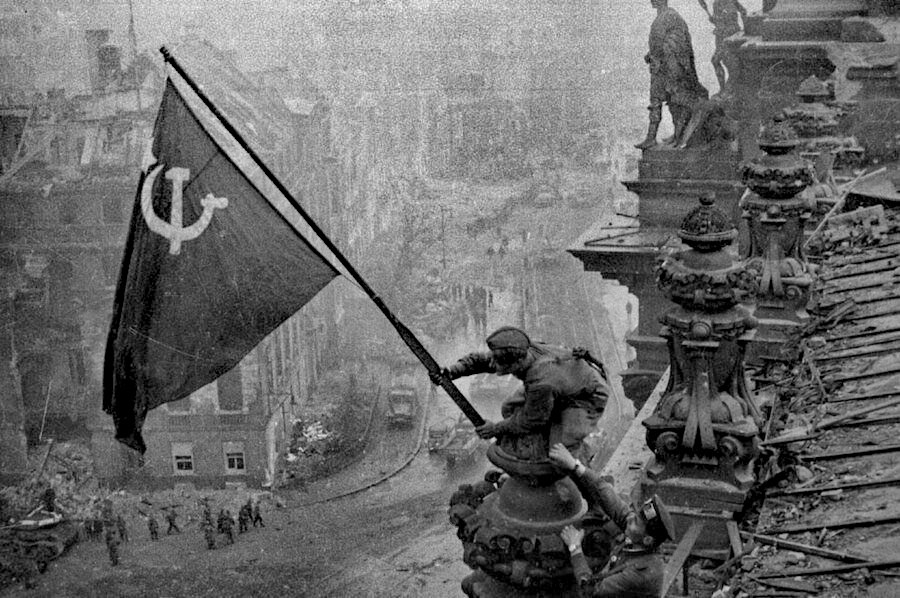
ライヒスタークの赤旗

ソビエト赤軍は22時50分、帝国議会議事堂に赤軍旗を立てたと主張しているが、アントニー・ビーヴァーは「ソビエト赤軍は5月1日までに帝国議会議事堂を占拠することに拘りすぎていた」として、これが誇張であると指摘している。真実がどうであれ、帝国議会議事堂にいたドイツ軍300人は降伏した日の午後まで一日中戦い続けていた。ドイツ軍の他の将兵らは200人が戦死、残りの500人は最終攻防戦までに負傷し、地下に横たわっていた。
5月1日、クレープスは降伏交渉をソビエト赤軍第8親衛軍司令官チュイコフと行ったが、無条件降伏を受け入れることを首相ゲッベルスが拒否したため、クレープスは空しく帰った。ソビエト赤軍はドイツ軍が無条件降伏しなかったため、10時45分、ドイツ軍が押し込まれている地帯に「火の嵐」のような攻撃を開始した。その日の午後、ゲッベルスは子供に毒を飲ませ、20時頃、妻のマクダとともにシアン化合物の入ったカプセルを噛み砕き、同時に拳銃で自殺した。彼らの遺体は焼却処分するよう命じられていた。
ゲッベルスの死後、新たなドイツ大統領に指名されていたデーニッツ提督は、後任首相にルートヴィヒ・シュヴェリン・フォン・クロージクを任命した。デーニッツ政府の本部はデンマーク国境に近いフレンスブルクにあり、デーニッツ政権はフレンスブルク政府とも呼ばれる。
ベルリンの二つの高射砲塔も降伏に同意したため、ソビエト赤軍は攻撃を中止した。ティーアガルテンの高射砲塔（それは203ミリ榴弾砲の直撃にもびくともしなかった）は4月30日にソビエト赤軍より降伏するよう通達されていたが、5月1日、降伏文書は30日の23時に受領、今日の夜中に降伏すると回答した。これは高射砲塔の守備隊員が夕方に脱出するための時間稼ぎであった。もう一方、シュパンダウ要塞は1630年にハーフェル川とシュプレー川の合流地点の中州に建てられたものであったが、4月30日、ソビエト赤軍第47軍は降伏勧告を行った。その日の15時、要塞は降伏した。その後判明したが、実はこの要塞はドイツの化学兵器関連施設であった。

## 脱出
5月1日、ヴァイトリングは生存者たちに21時に北西方面へ脱出するよう命令した。しかし脱出計画は遅れを見せ、23時に始まった。最初に脱出したのはモーンケ率いる総統官邸の人々であったが、ヴァイデンダム橋を避けてシャリテー病院に向かったことは幸いであった。しかし、その後散り散りとなってしまい、モーンケはシュルトハイス・ビール醸造所で捕虜となった。次のグループはティーガー戦車を先頭に脱出を試みたが、ヴァイデンダム橋ですぐに撃破された。そのグループにはマルティン・ボルマンがおり、深夜1時頃にシュプレー川を渡ったものの脱出できず、レアター駅付近でヒトラー主治医のルートヴィヒ・シュトゥンプフエッガーと共に自殺したといわれている。ボルマンはベルリン市街戦で死んだ唯一のナチス政権幹部となった。ボルマンの遺体は30年後、発見された。
クルッケンベルクと「ノルトラント」の生き残りは夜明け前にシュプレー川を渡ったが、ソビエト赤軍を突破することができず、中央地区で戦うことを余儀なくされた。そこで彼らは解散してそれぞれ脱出することにし、中には軍服を脱ぎ捨て避難民になりすまそうとした者もいたが、ほとんどが戦死するかクルッケンベルクのように捕虜となった。ソビエト赤軍は彼らが脱出しようとしているのに気付いており、急遽、非常線を張り脱出に備えていた、そのため中央地区東側のシェーンハウザー・アレーを北へ抜ける脱出は失敗に終わった。ミュンヘベルク師団（5両の戦車、4つの突撃砲、少数の兵員）、第18装甲擲弾兵師団、第9降下猟兵師団の残存兵はティーアガルテンを通って、西へ脱出した。また、それらには他の落伍兵、避難民も続いた。
シュパンダウはヒトラー・ユーゲントの分遣隊が保持していたので、 シャルロッテ橋を渡ってハーフェル川の向こうへ脱出が試みられた。ソビエト赤軍の猛烈な砲撃の元、何千人かが脱出に成功した。また、脱出に成功した装甲車両はシュターケンへ向かった。その他、少数の人々が西側への脱出に成功し、西側連合軍に降伏したが、大多数はソビエト赤軍との戦闘で死亡するか、捕虜となった。脱出中に死亡したドイツ兵や避難民は数万人規模とみられ、実数は不明である。戦時国際法に基づいて白旗を振って投降しようと試みた人々もいたが、白旗の意味を理解できないか、意図的に無視した等の理由によりソ連軍の砲撃が止む事はなかった。

## 降伏
5月2日、ソビエト赤軍は総統官邸への攻撃を開始した。ソビエト赤軍の公式発表によると、戦闘は帝国議会議事堂で行われたものに酷似しており、ヴィルヘルム広場で戦闘が行われ、ソビエト赤軍の榴弾砲が打ち込まれる中、玄関や屋内でさらに激しい戦闘が行われた。第5突撃軍配下の第9狙撃兵軍団司令官アンナ・ニクリナは総統官邸の屋根に赤軍旗を掲げるよう命令した。しかしアントニー・ビーヴァーは、前夜にドイツ軍のほとんどが脱出したため帝国議会議事堂で行われたほど過酷な戦闘が行われたことはなかっただろう、と指摘しており、ソビエト赤軍の発表は誇張であるとしている。
午前1時、ソビエト赤軍はドイツ第56装甲軍団から停戦交渉を行うためポツダム橋に白旗を掲げた軍使を送るとの通信を傍受した。この通信は上級司令部へと取り次がれ、午前6時にヴァイトリングら司令部は降伏した。8時23分、チュイコフとの面会のために移送された。チュイコフ（スターリングラード防衛に成功した経験があった）はヴァイトリングに面会すると、ベルリン防衛軍の司令官がヴァイトリング本人かどうかの確認とクレープスの所在を訊ねた。ヴァイトリングは自分が防衛軍司令官であり、クレープスは昨夜総統官邸で見たが、多分自殺しただろうと答えた。その後の交渉で、ヴァイトリングはベルリンが無条件降伏すること、まだ戦闘を継続しているドイツ兵にソビエト赤軍へ投降するよう命じることに同意し、チュイコフと第1ウクライナ方面軍参謀長ワシーリー・ソコロフスキーの命令で、ヴァトリングは降伏文書に署名した。
その頃、ティーアガルテンの高射砲塔守備隊350人が脱出した。ベルリン市内では降伏を拒否した武装SSが立てこもる建物で散発的な戦闘が続いていたが、ソビエト赤軍は立てこもりを続ける建物を爆破して対応した。市内でソビエト赤軍による炊き出しが始まると、ドイツ兵、避難民らが一斉に行列を作った。そんな中、武装SSが降伏するドイツ兵や白旗を掲げる避難民や家屋を攻撃しているという報告が入っていた。ソビエト赤軍は家から家を回って、鉄道員、消防員、警察など制服を着た者（約18,000人）を拘束、戦争捕虜として連行した。

## その後
ソビエト赤軍はベルリン市民に食料を供給することに努力した。しかし、これと同時に多数の地域で独ソ戦で受けた損害に対する復讐として、ソビエト赤軍（主に後方部隊）の兵士による婦女暴行（被害者約100,000人といわれる）、略奪、殺害などが横行したが、軍司令部は数週間に渡ってこの問題を放置した。なおこれについては対日戦末期の満州侵攻時に発生した婦女暴行や略奪、殺害と同様であり、戦後罪に問われることも謝罪することもなかった。
さらにソビエト赤軍の兵士達は、ロシア語ができる大使館員らの制止を無視して、日ソ中立条約により中立関係にある日本国大使館に押し入り、大使館員の時計や食料などを強奪するに至った。これに対して残留していた大使館員が軍司令部に抗議をしたため、後に警備兵が立つことになった。さらにその後も、司令部に訪れた日本大使館員を数日間監禁し、リッベントロップ外相の行方などについて尋問するという国際法に違反する行為を行った。
さらに数日後、日本と交戦しているイギリス軍やアメリカ軍がベルリンに入城してくることが決まったため、数時間の猶予を与えた上に、全ての残留大使館関係者をモスクワ経由で日本に帰還させた。

## 記念

「戦勝旗」

対独戦勝記念日のために使われる戦勝旗は、2007年5月7日、ロシア連邦法によって制定された。帝国議会議事堂の戦いを制した第150狙撃兵師団は、自分たちの師団の所属が描かれたソ連国旗を議事堂に掲げた。そのオリジナルの旗はモスクワ中央軍事博物館に永久保存されているが、そのレプリカが「戦勝旗」として戦勝記念日や愛国心誇示の機会に使われている。

### 英語版で使用されたもの
- Antill, P. Battle for Berlin: April – May 1945: Appendix 1: Appendix 1: Soviet Order of Battle for the Battle for Berlin (Le Tissier, pp. 196 – 207) and Appendix 2: German Order of Battle for Operation Berlin (Le Tissier, pp. 208 – 214) Citing Le Tissier, T. The Battle of Berlin 1945, Jonathan Cape, London, 1988.
- Antony Beevor. Berlin: The Downfall 1945, Penguin Books, 2002, ISBN 0-670-88695-5
- Dollinger, Hans. The Decline and Fall of Nazi Germany and Imperial Japan, Library of Congress Catalogue Card Number 67-27047
- Hamilton, Stephan: Bloody Streets: The Soviet Assault on Berlin, April 1945, Helion & CO, 2008
- Krivosheev, G. F. Soviet Casualties and Combat Losses in the Twentieth Century, Greenhill Books, 1997, ISBN 1-85367-280-7
- Naimark, Norman M. The Russians in Germany: A History of the Soviet Zone of Occupation, 1945-1949, Cambridge: Belknap, 1995, ISBN 0-674-78405-7
- Ziemke, Earl F. Battle For Berlin: End Of The Third Reich, NY:Ballantine Books, London:Macdomald & Co, 1969.

### 日本語版で使用したもの
- アントニー・ビーヴァー 著・川上洸 訳『ベルリン陥落 1945』創土社、2004年。ISBN 4-56-002600-9。
- 毎日新聞社編『第2次世界大戦・欧州戦線1939-1945』毎日新聞社、1999年。ISBN 4-789-30021-8。
- 高橋慶史著『続　ラスト・オブ・カンプフグルッペ』大日本絵画、2005年。ISBN 4-499-22748-8。
- ピーター・アンティル著、三貴雅智『ベルリンの戦い 1945』大日本絵画、2006年。ISBN 4-499-22912-X。
- マクシム コロミーエツ著・小松徳仁 訳・高橋慶史 監修『1945年のドイツ国防軍戦車部隊―欧州戦最終期のドイツ軍戦車部隊、組織編制と戦歴の事典』大日本絵画、2006年。ISBN 4-499-22924-3。
- 学習研究社編纂『歴史群像アーカイブ独ソ戦』学習研究社、2009年。ISBN 4-05-605386-3。